# Haukijärvi (Gällivare socken, Lappland, 742864-173802)
Haukijärvi är en sjö i Gällivare kommun i Lappland och ingår i Kalixälvens huvudavrinningsområde. Sjön har en area på 0,141 kvadratkilometer och ligger 363,1 meter över havet.

## Delavrinningsområde
Haukijärvi ingår i det delavrinningsområde (743081-173691) som SMHI kallar för Ovan Syväjoki. Medelhöjden är 359 meter över havet och ytan är 32,51 kvadratkilometer. Räknas de 4 avrinningsområdena uppströms in blir den ackumulerade arean 66,22 kvadratkilometer. Tvärån (Lansån) som avvattnar avrinningsområdet har biflödesordning 3, vilket innebär att vattnet flödar genom totalt 3 vattendrag innan det når havet efter 191 kilometer. Avrinningsområdet består mestadels av skog (75 procent) och sankmarker (20 procent). Avrinningsområdet har 0,28 kvadratkilometer vattenytor vilket ger det en sjöprocent på 0,9 procent.